# 유경 (2대 무향후)
유경(劉勁, ? ~ ?)은 전한 말기의 제후로, 고밀경왕의 손자이다.

## 행적
아버지 유경(劉慶)의 뒤를 이어 무향후(武鄕侯)에 봉해졌으나, 전한이 멸망하여 작위가 박탈되었다.

## 출전
- 반고, 《한서》 권15하 왕자후표 下

| 선대 아버지 유경 | 전한의 무향후 ? ~ 8년 | 후대 (전한 멸망) |